# Jeremy Mascia
Jeremy Reece Mascia (* 18. Juni 1980 in Santa Clara County, Kalifornien, Vereinigte Staaten) ist ein US-amerikanischer Filmschauspieler, Filmeditor und Filmschaffender.

## Biografie
Über Mascias Werdegang ist so gut wie nichts bekannt. Erstmals machte er 2006 in dem dramatischen Liebeskurzfilm Devotion auf sich aufmerksam, wo er als Alex Mayberry zu sehen war. Der Film handelt von vier Studenten, deren Leben über ihnen zusammenbricht. Zwei Jahre später war Mascia in dem Liebesdrama mit Krimielementen Generation Now in einer Nebenrolle besetzt. Es geht darin um eine Gruppe von Teenagern, die in einem Umfeld aufwachsen, das ihnen wenig Chancen bietet. Sie schließen sich zu einer provisorischen Familie zusammen, um sich gegenseitig Hilfe und Beistand zu geben. Daran schlossen sich weitere Kurzfilme für ihn als Schauspieler an. In Joseph J. Lawsons Action-Weihnachtskomödie von 2013 Alone for Christmas: Bone – Allein zu Haus war Mascia als Kleinganove Jake besetzt, der mit zwei Kumpanen in das über Weihnachten leerstehende Haus der Familie Conley einbricht. Allerdings haben die drei nicht mit der Cleverness von Bone, dem Familienhund, gerechnet, der sein Zuhause trickreich verteidigt.
An der Science-Fiction-Fernsehserie Marvel’s Runaways, die auf den Figuren des gleichnamigen Comics von Marvel aufbaut, war Mascia als Produktionsassistent an einer der Folgen beteiligt. An der Horror-Fernsehserie Into the Dark wirkte er bei fünf Folgen im Produktionsteam mit, ebenso wie bei der Kampfsport-Action-Abenteuer-Serie Kung Fu von 2021.    

## Filmografie (Auswahl)
– als Schauspieler, wenn nicht anders angegeben –
- 2006: Devotion (Kurzfilm)
- 2008: Generation Now
- 2008: Cold Turkey (Kurzfilm)
- 2008: Nice Going (Kurzfilm)
- 2009: Flight to Sinai (Kurzfilm)
- 2011: Dead Pussy (Kurzfilm)
- 2011: Charlie Joe’s Hotel Motel (Kurzfilm)
- 2012: Nothing But Besties: The Prom Dress (Kurzfilm)
- 2012: Here Comes Midnight (Kurzfilm)
- 2013: Alone for Christmas: Bone – Allein zu Haus
- 2013: Mind of Mercer (Kurzfilm)
- 2014: A Fairy Tale of La La Land (Kurzfilm)
- 2014: The Wedge Between Us (Kurzfilm)
- 2014: Ms. Maron’s Couples Counseling (Kurzfilm)
- 2015: Jim & Helen Forever (Kurzfilm)
- 2015: Over My Dead Body (Kurzfilm)
- 2016: Master Chef USA (Fernsehserie, Folge S7/E14 Tag Team; Postproduktionsassistent
- 2016/2017: Shut Eye (Fernsehserie, 20 Folgen; Postproduktionsassistent, auch Schnitt)
- 2017: Marvel’s Runaways (Fernsehserie, Folge S1/E1 Reunion; Produktionsassistent)
- 2017: Underneath (Kurzfilm)
- 2018: Now We’re Talking (Fernsehserie, 8 Folgen; Redaktionsassistent)
- 2019/2020: Into the Dark (Fernsehserie 5 Folgen; Redaktionsassistent)
- 2020: Little Fires Everywhere – Kleine Feuer überall, Miniserie 3 Folgen; Schnitt)
- 2020: Social Distance (Fernsehserie, 3 Folgen; Redaktionsassistent)
- 2021: Kung Fu (Fernsehserie, 3 Folgen; Redaktionsassistent)
- 2021/2022: New Amsterdam (Fernsehserie, 11 Folgen; Redaktionsassistent, Schnitt)